# Puch (singel)
Puch – singel polskiej piosenkarki Sarsy. Singel został wydany 21 listopada 2024.
Kompozycja znalazła się na 15. miejscu listy OLiA, najczęściej odtwarzanych utworów w polskich rozgłośniach radiowych.

## Geneza utworu i historia wydania
Utwór napisali i skomponowali Marta Markiewicz i Paweł Smakulski, który również odpowiada za produkcję utworu. Piosenkarka o singlu:

Puch czyli ulotna chwila, w której... Marta prawie zgubiła Sarsę. Zanim zrozumiałam, że życie jest »jak w filmie« było mi ciężko i doskwierał mi wieczny i niezrozumiały czegoś brak. On wciąż bywa, że wraca. Szukałam więc siebie w podcastach, w ludziach i dziwnych miejscach... Poszukiwałam siebie we wspomnieniach zanim stałam się Sarsą. W tych poszukiwaniach Marty prawie zgubiłam Sarsę do końca. Tożsamość dla artysty jest czymś istotnym by czuć się dobrze patrząc w lustro. Na szczęście świat każdego dnia daje znaki i mruga.

Singel ukazał się w formacie digital download 21 listopada 2024 w Polsce wydaniem własnym i Polydor Records w dystrybucji Universal Music Polska.

## „Puch” w stacjach radiowych
Nagranie było notowane na 15. miejscu w zestawieniu OLiA, najczęściej odtwarzanych utworów w polskich rozgłośniach radiowych.

## Teledysk
Do utworu powstał teledysk w reżyserii Michała Pańszczyka, który udostępniono 22 listopada 2024 za pośrednictwem serwisu YouTube.

## Lista utworów
- Digital download[3]

1. „Puch” – 2:28

- Digital download – Katedralny[5]

1. „Puch” (Katedralny) – 2:37

## Notowania

### Pozycja na liście airplay
| Kraj   | Lista (2025)                   | Najwyższa pozycja |
| ------ | ------------------------------ | ----------------- |
| Polska | OLiS – oficjalna lista airplay | 15                |